# Hilario López
Hilario López García (* 18. November 1907 in Guadalajara, Jalisco; † 23. Januar 1987 in Mexiko), auch bekannt unter dem Spitznamen El Moco, war ein mexikanischer Fußballspieler, der sowohl im offensiven Mittelfeld als auch in der Angriffsreihe zum Einsatz kam.

## Biografie
El Moco López begann seine Laufbahn in den Reihen seines Heimatvereins Club Deportivo Nacional und wechselte 1928 in die mexikanische Hauptstadt, um für den neu geformten Club Marte in der Hauptstadtliga zu spielen. 1930 gehörte er zum mexikanischen Kader bei der erstmals ausgetragenen Fußball-Weltmeisterschaft in Uruguay, wo er alle Spiele der mexikanischen Nationalmannschaft bestritt. In den 1930er Jahren wechselte er zum ebenfalls in der Hauptstadt ansässigen Club Necaxa und war ein wichtiger Bestandteil jener Mannschaft, die die mexikanische Fußballliga in den 1930er Jahren weitgehend dominierte und als Once hermanos (die elf Brüder) in die Fußballgeschichte Mexikos einging. Zwischen 1934/35 und 1936/37 wurde Hilario López dreimal in Folge Torschützenkönig der Primera Fuerza.

## Spitzname
Seinen wenig schmeichelhaften Spitznamen „El Moco“, in etwa übersetzbar mit Die Rotze, erhielt López wegen eines Muttermals, das sich zwischen seiner Nase und seinen Lippen befand.